# We Are Number One
«We Are Number One» es una canción de la serie de televisión infantil islandesa en inglés LazyTown, compuesta por Máni Svavarsson. La canción apareció en el duodécimo episodio de la cuarta temporada del programa, titulado «Robbie's Dream Team», que es el episodio 103 en general.
Después de su lanzamiento, la canción ganó una gran popularidad en línea y se hizo común entre los memes de Internet y los remixes cómicos, especialmente contando con el apoyo del cantante principal, Stefán Karl Stefánsson (Robbie Rotten), quien había sido diagnosticado con cáncer de vías biliares y murió el 21 de agosto de 2018.
El video musical de la canción es el video más visto en el canal de YouTube de LazyTown, obteniendo más de 120 millones de visitas en junio de 2022.

## Composición
La canción está escrita en tiempo común y tiene un tempo de 162 latidos por minuto. Está escrito en clave de F armónico menor y también incorpora elementos de la escala gitana húngara, como un cuarto grado elevado. Sigue la progresión de acordes de Fm–Db–C.

## Video musical
El video musical está compuesto por clips del episodio de LazyTown «Robbie's Dream Team». Robbie Rotten, el principal antagonista de LazyTown, intenta enseñarle a su «equipo de ensueño» de villanos cómplices (tres actores ficticios dobles para fiestas infantiles, llamados Bobbie, Tobbie y Flobbie Rotten) cómo atrapar con éxito a un superhéroe, específicamente Sportacus.
Robbie demuestra diferentes métodos a su equipo: una jaula superior unida a un árbol, un pozo de trampa, una gran red para mariposas, una manzana falsa que contiene suficiente azúcar para dejar inconsciente a Sportacus, que tiene aversión al azúcar, una red de pesca algo pequeña y cáscaras de plátano para hacer que Sportacus resbale mientras corre. Casi todos los métodos fracasan, lo que resulta en que Robbie o su equipo caigan en las trampas.
La manzana de azúcar es un truco eficaz, que sedó con éxito a Sportacus y le dio a Robbie y su equipo la oportunidad de ponerlo en una jaula portátil. Los tres compañeros de equipo de Robbie trasladan al Sportacus atrapado a la sede subterránea de Robbie mientras él permanece en la superficie para instalar un cañón, que se revela en el episodio completo como la forma en que Robbie intenta sacar a Sportacus de la ciudad. Sus planes se ven frustrados cuando Stephanie y Stingy abren el periscopio y utilizan su interior cilíndrico como medio para transportar una manzana real a Sportacus. La manzana rueda hacia la jaula sin ser detectada por los ahora dormidos Bobbie, Tobbie y Flobbie. Sportacus recupera la conciencia, se come la manzana y recupera el poder perdido por la manzana de azúcar. Luego usa su fuerza recuperada para liberarse de la jaula y convencer a sus tres captores de que practiquen deportes con él en la superficie de LazyTown.
Robbie observa cómo sus compañeros anteriores practican deportes con Sportacus y, aparentemente enojado, se acerca a ellos sin hacer caso de un cubo en el suelo. Este cubo es pateado, golpeando y disparando el cañón de Robbie y alejándolo de la escena con la bala de cañón. El video termina con Bobbie, Tobbie y Flobbie cayendo accidentalmente en el pozo de trampa construido para capturar a Sportacus, reforzando por última vez la torpeza del equipo. El video musical se subió oficialmente al canal de YouTube de Lazy Town el 25 de julio de 2015 y ha obtenido más de 168 millones de visitas hasta 2025.

## Historia
La canción originalmente tenía el título provisional llamado «Villain Number One» antes de ser cambiado a «We Are Number One».
Durante la producción hubo muchas letras que fueron eliminadas de la versión final. Estas letras salieron a la luz por primera vez al público cuando fue revelada por Máni durante la transmisión en vivo que Stefán Karl realizó en Facebook el 11 de diciembre de 2016, en los estudios islandeses donde se filmó el programa.

## Popularidad en internet
Dos años después de la emisión del episodio de LazyTown, «We Are Number One» se convirtió en un meme de Internet debido a que el intérprete de Robbie Rotten, Stefán Karl Stefánsson, anunció que le habían diagnosticado cáncer de vías biliares. Una campaña fue creada por Mark Valenti, escritor principal de LazyTown, en la plataforma de crowdfunding GoFundMe para pagar los costos de vida de Stefán Karl mientras no se encontraba bien para trabajar, y los creadores de estas parodias utilizaron sus videos para crear conciencia sobre la campaña. Al 20 de diciembre de 2016, la campaña había superado su objetivo de $100 000 dólares.
Para agradecer a los colaboradores, Stefán Karl realizó una transmisión en vivo en Facebook el 11 de diciembre de 2016, donde interpretó «We Are Number One» con los otros actores (Björn Thors, Bergur Þór Ingólfsson, Snorri Engilbertsson) del video musical original que luego fue subido a su canal personal de YouTube.

### Memes de internet
La canción ganó popularidad en septiembre de 2016, cuando el primer remix se subió al canal de YouTube de cebo y cambio SiIvaGunner, disfrazado como una canción real del videojuego Kirby Super Star Ultra. Posteriormente se han subido varias parodias, sobre todo por el YouTuber y el disc-jockey Grandayy, así como versiones adecuadas de bandas como el grupo de comedia punk The Radioactive Chicken Heads.
Por lo general, estas parodias toman la forma del video musical original editado de alguna manera irregular y, a menudo, muy compleja. Un formato de título común comenzaría con la frase «We Are Number One but...», seguida de una lista de cambios con respecto al original, por ejemplo, «We Are Number One but it's 1 hour long» o «We Are Number One but it's co-performed by Epic Sax Guy». Debido a la extensión de la modificación y la longitud resultante del título, ocasionalmente se colocarían en la descripción del video. Este tipo de remix fue común en 2016, particularmente durante los últimos meses del año; el artículo de The Verge describió «We Are Number One» y otros remixes similares como «creaciones solipsistas extrañas».

#### Versiones alternativas
El canal oficial de YouTube de LazyTown ha publicado varios videos relacionados con la canción, incluido un bucle de una hora de la canción original, una versión instrumental, una versión instrumental invertida, cada «uno» reemplazado por «The Mine Song» (otra canción de la serie, también con numerosas parodias, que luego se convirtió en un meme de Internet en noviembre de 2016), una recopilación de las canciones con otras canciones conocidas de la serie (sin embargo, en velocidad PAL) y el episodio completo en el que apareció la canción, «Robbie's Dream Team» de 2014. Las pistas originales (también conocidas como «stems») utilizadas en la composición de la canción se lanzaron poco después.

## Petición de Eurovisión
Se creó una petición para que Stefán Karl interpretara la canción para representar a Islandia en el Festival de la Canción de Eurovisión, recibiendo más de 12 000 firmas. La petición quería que participara en la edición de 2017, pero no se postuló, reconociendo que era poco probable que lo hiciera, ya que recuperarse de su cáncer era una prioridad mayor. Stefán Karl murió más tarde de cáncer de vías biliares el 21 de agosto de 2018.